# 今井 (青梅市)
- 日本 > 東京都 > 青梅市 > 今井

今井（いまい）は、東京都青梅市に存在する地名である。現行行政地名は今井一丁目から今井五丁目。郵便番号は198-0023。

## 概要
青梅市の東端にあり、埼玉県飯能市や入間市、西多摩郡瑞穂町と隣接している。

## 地理
北部は丘陵地。東・南部は狭山茶などの生産地として知られており、首都圏中央連絡自動車道のインターチェンジもある。西部には三ッ原工業団地が広がる。

### 地価
住宅地の地価は、2017年（平成29年）の公示地価によれば、今井二丁目845番2の地点で6万8200円/m2となっている。

## 歴史
「霞村の歴史」を参照。
青梅（成木）と江戸を結ぶ役割をしていた道路が複数存在し、物を見るための塚である物見塚があった。
- 1889年（明治22年）4月1日 - 町村制施行により、大門村、野上村、吹上村、塩船村、谷野村、木野下村、今寺村、根ヶ布村、師岡村、新町村、今井村、藤橋村が合併し神奈川県西多摩郡霞村が成立する。今井村は大字今井となる。
- 1893年（明治26年）4月1日 - 西多摩郡が南多摩郡、北多摩郡とともに東京府へ編入する。
- 1943年（昭和18年）7月1日 - 東京都制施行。
- 1951年（昭和26年）4月1日 - 青梅町、調布村との合併により青梅市が発足。霞村は消滅。大字今井は霞地区（後に今井地区）に属する。
- 1969年（昭和44年） - ロッテ青梅球場（2021年現在の青梅スタジアム）開業
- 1978年（昭和53年） - 青梅市立今井小学校開校。10月「三ツ原土地区画整理事業」に伴い、大門・藤橋・今寺・今井の一部を整理し、今井一丁目〜五丁目として編成[6]。
- 1996年（平成8年） - 首都圏中央連絡自動車道 鶴ヶ島ジャンクション〜青梅インターチェンジ 開通
- 2003年（平成15年） - 首都圏中央連絡自動車道 青梅インターチェンジ〜日の出インターチェンジ 開通
- 2017年（平成29年） - フォレオ青梅今井開業
- 2018年（平成30年） - 入間市内循環ワゴン てぃーワゴン 原今井乗り入れ開始
- 2021年（令和3年）- 瑞穂町コミュニティバス 域内乗り入れ開始（停留所はなし）

## 世帯数と人口
2018年（平成30年）1月1日現在の世帯数と人口は以下の通りである。
| 丁目       | 世帯数    | 人口    |
| ---------- | --------- | ------- |
| 今井一丁目 | 1,364世帯 | 2,982人 |
| 今井二丁目 | 1,034世帯 | 2,255人 |
| 今井三丁目 | 872世帯   | 1,896人 |
| 今井五丁目 | 181世帯   | 213人   |
| 計         | 3,451世帯 | 7,346人 |

## 小・中学校の学区
市立小・中学校に通う場合、学区は以下の通りとなる。
| 丁目       | 番地 | 小学校             | 中学校             |
| ---------- | ---- | ------------------ | ------------------ |
| 今井一丁目 | 全域 | 青梅市立今井小学校 | 青梅市立第三中学校 |
| 今井二丁目 | 全域 | 青梅市立今井小学校 | 青梅市立第三中学校 |
| 今井三丁目 | 全域 | 青梅市立藤橋小学校 | 青梅市立新町中学校 |
| 今井四丁目 | 全域 | 青梅市立藤橋小学校 | 青梅市立新町中学校 |
| 今井五丁目 | 全域 | 青梅市立新町小学校 | 青梅市立新町中学校 |

## 公共施設

### 警察
- 青梅警察署今井駐在所

### 消防
- 青梅市消防団分団[8]
  - 第三分団 - 新町・今井地区

### 市民センター
- 今井市民センター

### 公園
- 城の腰公園
- 城の腰西公園
- 水窪公園
- 七日市場公園
- 原今井公園
- 今井柳田運動公園
- 今井ふれあい公園
- 今井浮島児童遊園

### 下水道
- 下水道中継ポンプ場[9]

### 健康・福祉など
- 青梅市自立センター[9]

## 主な医療機関
- 青梅今井病院
- 武蔵野台病院
- 青梅厚生病院

## 経済

### 商業施設
- フォレオ青梅 - ベルク・ヤマダデンキ・ツルハドラッグが入店するショッピングセンター。
- セブン-イレブン 青梅インター店
- ファミリーマート 青梅インター店・青梅今井店
- オリックスレンタカー 青梅インター店

### 物流施設
- JPロジスティクス 青梅支店

## 学校教育

### 保育園
- 今井保育園

### 小学校
- 青梅市立今井小学校

## 社会教育

### 図書館
- 今井図書館

### 運動施設
- 青梅スタジアム
- 国立音楽大学体育合宿所
- 青梅フレンドシップゴルフ

## 交通

### バス
- 西武バス飯能営業所
- 西東京バス青梅営業所
- 立川バス福生営業所（瑞穂町コミュニティバス）今井域内にバス停はなく、経路上通過のみ

### 道路
- 首都圏中央連絡自動車道青梅インターチェンジ
- 物見塚通り
- 東京都道44号瑞穂富岡線（岩蔵街道）

## 産地
- 東京狭山茶（東京狭山茶農業協同組合）

## 旧跡
- 今井城

## 社寺

### 神社
- 今井稲荷神社
- 大東神社
- 浮島神社
- 三柱神社

### 寺院
- 七国山薬王寺
  - 七国山不動尊
- 正福寺
- 松寶寺